# Yazata

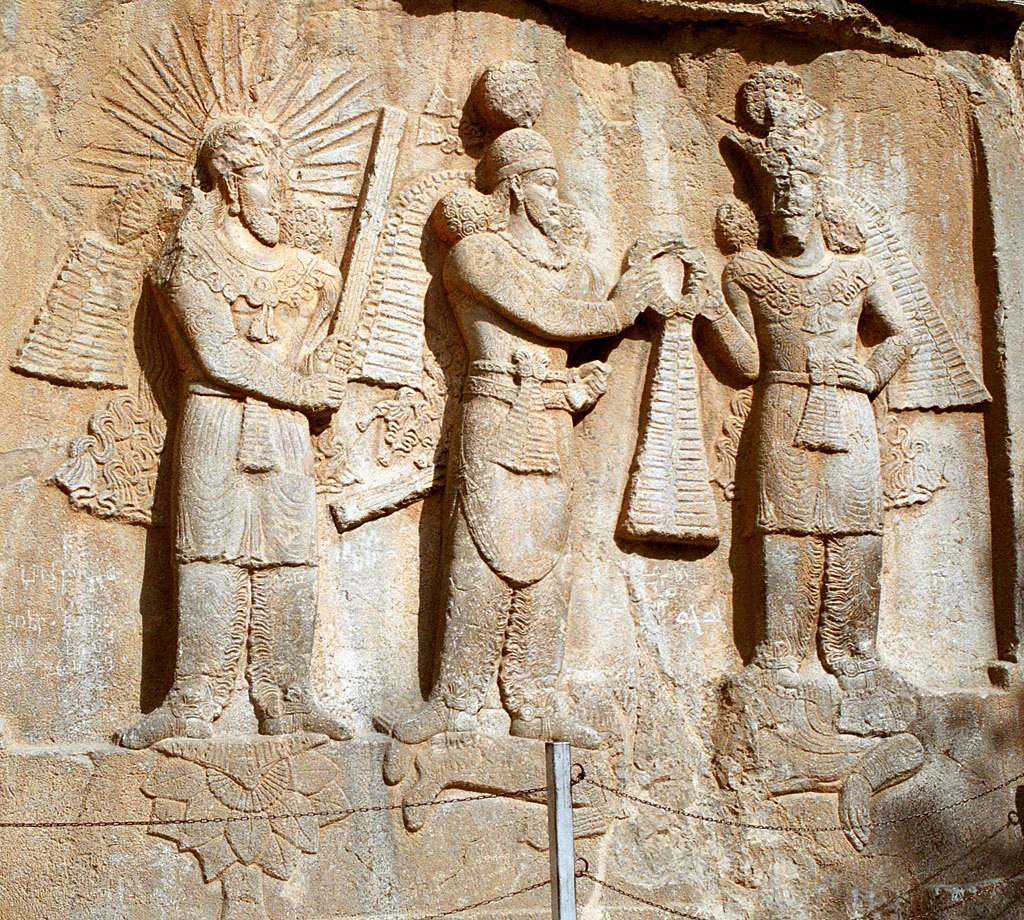
Investidura de Ardachîr II representando a Mitra detrás y Ahura Mazda delante del rey

Yazata es la palabra avéstica para referirse a un concepto zoroástrico con una amplia gama de significados pero que generalmente se usa para designar a una divinidad, o como epíteto de una. En lenguaje avéstico significa literalmente ‘digno de adoración o veneración’, por lo que, en un sentido amplio, es usado para referirse a ciertas plantas medicinales, criaturas primordiales, los fravashis («almas») de los difuntos, y a ciertas oraciones que son consideradas santas ellas mismas. Los yazatas en conjunto son «los bondadosos poderes bajo Ormuz», quien es considerado «el más grande de los yazatas». 
En este último sentido, la palabra se refiere a los miembros de una orden de ángeles creada por Ahura Mazdā para ayudarle a mantener el flujo del orden mundial y sofocar las fuerzas de Ahriman y sus demonios. Recogen la luz del Sol y la vierten sobre la Tierra. Su ayuda es indispensable para ayudar a las personas a purificarse y elevarse. Les enseñan a disipar a los demonios y a liberarse de los futuros tormentos del infierno. Las personas que recuerdan a los yazata mediante ofrendas rituales reciben su favor y prosperan. Zoroastro les rezaba para que le concedieran fuerza para su misión.
Las principales yazatas son en su mayoría antiguas deidades iranias reducidas a un estatus auxiliar: Ātar (Fuego), Mitra, Anahita, Rashnu (El Justo), Sraosha y Verethraghna.

## Etimología
Yazata es un participio adjetival pasivo de la lengua avéstica derivado de yaz- («adorar, honrar, venerar»), del protoindoeuropeo *yeh₂ǵ- («adorar, reverenciar, sacrificar»). La palabra yasna o yagna («adoración, sacrificio, oblación, oración») proviene de la misma raíz. Un yaza+ ta es, en consecuencia, «un ser digno de adoración», «un objeto de adoración» o «un ser sagrado».
Como forma radical, yazata- tiene las formas nominativas flexivas yazatō, pl. yazatåŋhō. Estas formas reflejan el protoiranio *yazatah y el pl. *yazatāhah. En persa medio el término se convirtió en yazad o yazd (𐭩𐭦𐭲𐭩), pl. yazdān, que continúa en nuevo persa como ’êzaḏ (ایزد).
Términos relacionados en otros idiomas son el sánscrito यजति (yájati, que significa «él adora, él sacrifica»), यजत (yajatá-, «digno de adoración, santo»), यज्ञ (yajñá, «sacrificio»), y quizás también el griego ἅγιος (hagios, «devoto de los dioses, sagrado, santo», de donde proviene hagiografía).

## En las escrituras
El término yazata aparece ya en los Gathas, los textos más antiguos del zoroastrismo, que se cree que fueron compuestos por el propio Zoroastro. En estos himnos, yazata se utiliza como un término genérico, aplicado a Ahura Mazda, así como a las «chispas divinas» que, en la tradición posterior, son los Amesha Spentas. En los Gathas, los yazatas son en realidad lo que los daevas no son, es decir, los yazatas deben ser adorados mientras que los daevas deben ser rechazados.
Los Gathas también invocan colectivamente a los yazatas sin ofrecer ninguna pista sobre qué entidades están siendo invocadas y, dada la estructura y el lenguaje de los himnos, generalmente no es posible determinar si estos yazatas son conceptos abstractos o entidades manifiestas. Entre los Yazatas menores invocados por su nombre por el poeta de los Gathas se encuentran Sraosha, Ashi, Atar, Geush Tashan, Geush Urvan, Tushnamaiti e Iza, y todos ellos «ganan mención en sus himnos, al parecer, debido a su estrecha asociación con rituales de sacrificio y adoración».
En el Avesta Joven, los yazatas son inequívocamente divinos, con poderes divinos aunque realizan tareas mundanas como servir como aurigas para otros yazatas. A varios yazatas se les dan atributos antropomórficos, como acunar una maza o llevar una corona sobre sus cabezas, o no dejar que el sueño interrumpa su vigilia contra los demonios.
En algún momento durante finales del siglo V o principios del IV a. C., los aqueménidas instituyeron un calendario religioso en el que cada día del mes llevaba el nombre de un yazata en particular y se colocaba bajo su protección. Estas dedicatorias de nombres de días no sólo tenían importancia religiosa porque aseguraban que esas divinidades permanecieran en la conciencia pública, sino que también establecían una jerarquía entre yazatas, en la que determinadas entidades exaltadas ocupaban posiciones clave en las dedicatorias de nombres de días (véase el calendario zoroástrico para más detalles).
Aunque estas dedicatorias de nombres de días se reflejan en las escrituras, no se puede determinar si estas asignaciones de nombres de días fueron provocadas por una lista anterior en las escrituras (por ejemplo, Yasna 16), o si las dedicatorias de nombres de días provocaron la compilación de dichas listas. Sin embargo, es relativamente seguro que las dedicatorias de nombres de días son anteriores al Siroza («30 días») del Avesta, que contiene referencias explícitas a los yazatas como protectores/guardianes de sus respectivos días del mes.